# Augustin van den Berghe

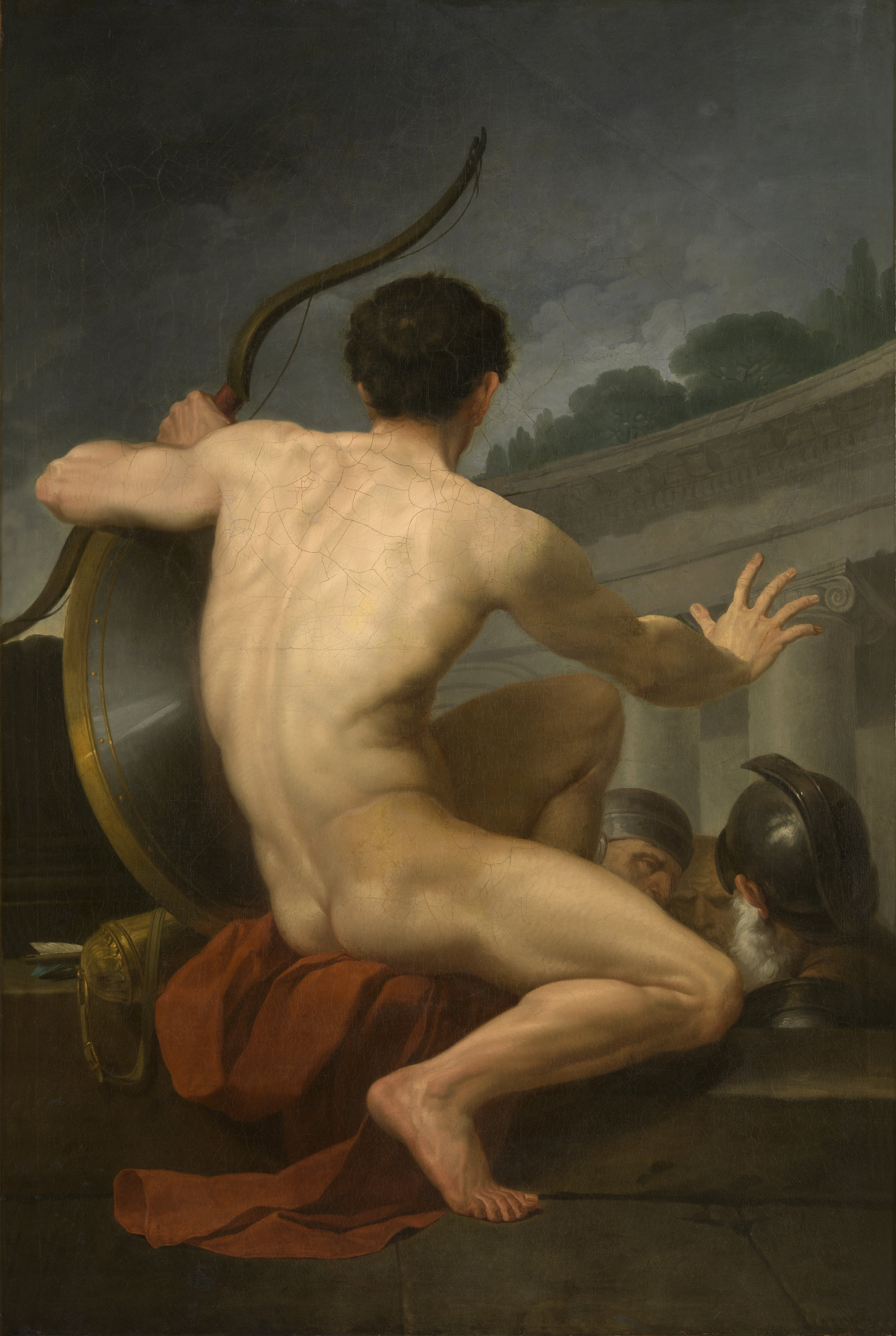
Le Guerrier nu (entre 1780 et 1790), musée Groeninge.

Augustin van den Berghe (né à Bruges en 1756 et mort à Beauvais en 1836) est un peintre d'origine flamande qui fit carrière en France, notamment à la manufacture de Beauvais.

## Biographie
Il naît à Bruges et devient l'élève de Joseph-Benoît Suvée à Paris en 1780. Il est le père de Charles-Auguste van den Berghe, dit Augustin le Jeune, et il est connu pour ses allégories historiques.
Il meurt à Beauvais.	